# 処女はお姉さまに恋してるの登場人物
処女はお姉さまに恋してるの登場人物は、『処女はお姉さまに恋してる』の登場人物の一覧。

## 『処女はお姉さまに恋してる』
声優名は、原則としてPC版 / コンシューマ版 / テレビアニメ版の順に記載。

### メインキャラクター
宮小路 瑞穂（みやのこうじ みずほ）
声：神村ひな / 同左 / 堀江由衣
誕生日：5月12日、血液型：A型、身長：173cm。3年A組所属。
本作の主人公。本名は鏑木 瑞穂（かぶらぎ みずほ）だが、正体を隠すため学院では母方の姓を名乗っている。男性らしからぬ長髪と母親譲りの美貌の持ち主。学業面については転校前は有名な進学校である開正学園でも学年トップだったほどで、剣道・空手・合気道・薙刀・フェンシング・ソシアルダンス・日本舞踊・茶道・華道の心得もある。そんな才色兼備な瑞穂はやがて全校生徒の憧れのお姉さま「第72代エルダー・シスター」として崇められてしまう。生真面目な性格だが、つい調子に乗ってしまってはふと我に返って後悔することもしばしば。かつては他者に関わろうとしない消極的な性格だったが全校生徒の上に立つ「お姉さま」として様々な事件を経験し、次第に成長していく。内気な性格であるが、その反面いざという時には積極的な行動を起こす事も。理想の女性像の体現たるエルダーにふさわしくあろうと日々努力し、いざというとき少女たちのために迷わず身を挺して行動する姿は、理想の男性像としても描かれており、作中では生徒たちの投票で『ロミオとジュリエット』のロミオ役に選ばれている。ユーザーの人気も高く公式HPのキャラ人気投票では劇中同様一人で全体得票数の八割を獲得し、トップの支持を得ている。
卒業後は翔陽大学に進学、奏の妹・薫子にフェンシングを教えたりとちょくちょく学院にも顔を出している。3年後の『2人のエルダー』では、『聖應の十月革命』、『伝説のケーキ』やチーム対抗リレーなどのエピソードが伝説として学院で語り継がれている。
十条 紫苑（じゅうじょう しおん）
声：木原泉 / 同左 / 松来未祐
誕生日：3月21日、血液型：AB型、身長：173cm。3年A組所属。
瑞穂のクラスメイト。元侯爵である十条家の一人娘だが、それを鼻に掛けない性格。転校初日から瑞穂が男性であることを見破るが、それを承知で友人関係を築く。成績はトップクラスだが、病気のため1年留年している。前年の第71代エルダー・シスターに選ばれながら、入院によりその任を全うできなかったことを負い目に感じており、瑞穂のエルダーとしての活動を支えることでその罪滅ぼしをしようとしている。穏やかで落ち着いた性格だが意外とイタズラ好きで、まりやと共謀して瑞穂をからかうこともある。茶道部の指導役を務めるなど作法も完璧。また、意外にもフェンシングに詳しく、『櫻の園のエトワール』ではフェンシングの審判を自ら買って出ている。病弱な女性であるが意外にも長身（瑞穂と同じ身長）で、腰まで届く美しい黒髪が特徴的。奏がお気に入りで本能的に抱きしめてしまう奇癖あり。「おボクさま」では長い髪で奏を取り込んでダルマ形態になることがある。父親は製紙会社、母親はフィニッシングスクールを経営している。
第三作である｢３つのきら星｣(トリンクルスターと呼称)では聖セラール女学院で主人公のクラス担任として赴任している。
御門 まりや（みかど まりや）
声：あおいひとみ / 同左 / 浅野真澄
誕生日：6月8日、血液型：O型、身長：161cm。3年B組所属。
瑞穂の従妹で幼馴染。紫苑と同じく元華族の家柄だが、紫苑とは別の意味でお嬢様らしくない自由奔放さで、アニメ版に於いては声優の浅野曰く「定食屋の娘みたい」な性格。過保護な両親から離れたくて学院で寮生活を送っている。ファッション・メイク関係に関心が強い。昔からよく瑞穂を女装させて遊んでいたため、今回の件にもノリノリで瑞穂の女子寮生活をセッティングし、転入後も慣れない女学院での生活を何かとフォローする。瑞穂の消極的な部分を改善する意図もあったのだが、実際に瑞穂がエルダーとして成長すると共に複雑な心境を覗かせる様になる。陸上部所属で、由佳里とは部活でも先輩後輩の間柄。夏休み前に引退したため本編中ではほとんどまりやの部活のことは話題に出ないものの、短距離選手で部の歴代最高記録保持者であり、ゲーム版ドラマCDにおいては、予選会などでいつもジャスミン茶を持って来ることから『茉莉花（まつりか）の君』の二つ名を持つことが明かされている。また、本編中では特に語られていないが、寮監をしていた。
卒業後は海外に留学。『櫻の園のエトワール』では本格的に留学する前に何度か聖應を訪れていることが語られており、陸上部事変の際には由佳里にアドバイスを残している。
周防院 奏（すおういん かな）
声：木村あやか / 同左 / 神田朱未
誕生日：8月26日、血液型：O型、身長：140cm。1年E組→2年C組→3年A組所属。
少し内気な性格の下級生で、寮では瑞穂の世話係となる。演劇部員だが、あがり症なのが悩み。イチゴが大好物で、それが絡むと性格が変わってしまうこともある。幼い容姿に頭の大きなリボンと「なのですよ〜」という口癖が特徴で、アニメ版EDと『おボクさま』ではリボンを羽ばたかせて飛行する。実は孤児院の出身で、両親や本来の名前は不明である。『周防院』はその孤児院の院長の姓で、院長の養女となったときに『奏』と名付けられた。また、「なのですよ〜」という口癖は元々は院長のものであり、一緒に過ごしているうちに口癖が移ってしまった｡頭のリボンは亡くなる直前の院長から貰った物で何よりも大切にしており、それを糧に奨学金を得て学院に通っている努力家であるが、このリボンが原因で生徒会との間で後に『聖應の十月革命』と伝えられる事件が起きてしまう。
奏シナリオのエピローグでは、『白菊の君』という二つ名を持つ演劇部部長で、『第74代エルダー・シスター』として全校生徒から慕われている姿が描かれている。貴子シナリオの後日談となる『桜の園のエトワール』の主人公の一人で、薫子の姉となった姿やエルダー・シスターとなる経過が描写されている。瑞穂達の卒業後は一人称が「私」に変わり、特徴的な口癖も減っている。また、卒業までに背が伸びた由佳里とは対照的に身長は瑞穂達の在学時とほぼ変わっていない。続編の『2人のエルダー』では、学生を続けながら一般劇団へ所属している事が明かされている。
上岡 由佳里（かみおか ゆかり）
声：松永雪希 / 同左 / 松本彩乃
誕生日：2月18日、血液型：A型、身長：152cm。1年B組→2年C組所属、3年次は不明。
陸上部所属の後輩で、寮ではまりやの世話係。料理が得意でハンバーグに目がない。大の怖がりでお化けや怖い話、飛行機が苦手にしており、勉強も不得意である。エッチなことへの興味が強く、そこをまりやに見抜かれて色々と弄られてしまう。亡くなった義姉が学院OGで、由佳里の学院入学を応援していたが、由佳里自身はごく普通の家庭で生まれ育ったため、自分が『お嬢様』らしくないというコンプレックスを抱いている。また実家から帰省したシーンでは土産に紅葉まんじゅうやお好み焼きセットを持って来ている為,広島を連想させるが公式では言及されていない｡
奏シナリオのエピローグでは、『琥珀の君』の二つ名を持つ陸上部部長兼生徒会長となっている。『桜の園のエトワール』では主人公の一人で、陸上部部長や生徒会長となる経緯が言及されている。瑞穂達の在学時は控えめな性格と評されていたが、『2人のエルダー』で薫子が「割とイージーな人だったけど、人望はあった」「判断を悩まず、快刀乱麻を断つような人」と回顧している。また、瑞穂達の卒業後は喋り方が変わっており、本人曰くまりやの喋り方を真似ているらしい。なお、由佳里シナリオでは陸上部を辞め、瑞穂が入った大学への進学を目指すことになる。
厳島 貴子（いつくしま たかこ）
声：佐本二厘 / 同左 / たかはし智秋
誕生日：11月16日、血液型：B型、身長：165cm。
真面目で公平な人柄から人望は厚い生徒会長。瑞穂の編入以前はエルダー最有力候補で、実は瑞穂とは家同士がライバル関係にある。学院の伝統を非常に重んじており、それ故に伝統を受け継ぐはずのエルダーに転入間もない瑞穂が選ばれたことへ不快感を示す。エルダー選挙後も生徒会長として瑞穂達と対立してしまうことが多かったが、様々な事件を通じて次第に瑞穂の人柄に惹かれていく。幼等部の頃から同級生のまりやとは犬猿の仲で顔を合わせるとお互いに喧嘩腰になってしまう。生粋のお嬢さまなので少々世間知らず。幽霊やお化けなどが苦手である。また興奮しすぎると気絶することがあり、特に個別シナリオではそれが顕著で、事ある毎に倒れる。初回特典絵本『ツンデレラ』は彼女が主役である。
家族を顧みない父・壮一郎（そういちろう）や放蕩や女性遍歴で悪名高い兄・順崇（かずたか）の影響で大の男嫌いであり、自分が厳島家の人間であることに嫌悪感を抱いている。貴子シナリオのエピローグでは、卒業後は遂に厳島家に愛想を尽かして家を飛び出し、瑞穂の実家に居候しつつ大学に通っており、『やるきばこ2』収録のその後日譚では、本編では余り出てこなかった貴子の親族関係の物語が描かれている他、紫苑シナリオのエピローグでは厳島家を出たといっており、まりやシナリオのエピローグでは瑞穂と共に鏑木財閥で働いている。
高島 一子（たかしま いちこ）
声：草柳順子 / 同左 / 後藤邑子
誕生日：11月24日、血液型：B型、身長：154cm。
かつて学院の生徒だったが、在学中に病死。幽霊となって寮に住み着き、長い間眠っていた。明るい性格だが、ロマンチストな面も持つ。幽霊であるが故に物を掴むことができずにすり抜けてしまうが、人（魂のあるもの）に触ることはできる。ただしアニメ版では、自分から触れたいと思う相手にしか触れることが出来ない。普段は普通の喋り方だが、感情が高ぶると物凄い早口で喋り倒す癖がある(いわゆるマシンガントーク)。瑞穂の母親である幸穂とは浅からぬ縁がある。寮で生活する面々の中で一番の「お姉さん」であり、その為自分が成仏する事で瑞穂達全員の背中を押す一面も。生前はカトリック信者であった。
彼女が死んだのが夏だったため、他のキャラクターが冬服に衣替えしても彼女は夏服のままである。また、地縛霊であるため移動可能な範囲は限られる（ゲーム版とアニメ版では若干異なる）。憑依能力を持ち、その特殊な作用が瑞穂の危機を救うこともあるが、アニメ版では描かれていない。

### サブキャラクター
梶浦 緋紗子（かじうら ひさこ）
声：一色ヒカル / 同左 / 榊原ゆい / 御苑生メイ（2人のエルダー（PC/PSP）） / 榊原ゆい（2人のエルダー（OVA））
誕生日：1月8日、血液型：AB型、身長：168cm。
瑞穂のクラスの担任を務める古文の教師。学院長、教頭と共に瑞穂が男性であることを知っている学校関係者の一人。シスター資格を持つ学院OGだが、実は不信心な性格。詩織とは浅からぬ縁があったが、アニメ版では描かれていない。何かにつけて瑞穂に薄荷のキャンディーをくれる。始業式や卒業式などの式典では必ず彼女が司会進行を勤めており、彼女が好きでやっているという噂がある。
『2人のエルダー』では、教師を辞め、上村 緋紗というペンネームで小説家としてデビューし、瑞穂の薦めで詩織との思い出を「夕日（ひ）のあたる教室（へや）」という小説にしていたが、入院加療中の美倉学院長に頼まれて教師兼学院長代理として復職し、千早のクラス担任を務める。なお、『おとボク』では眼鏡をかけていたが、『2人のエルダー』では眼鏡はしていない。
小鳥遊 圭（たかなし けい）
声：一色ヒカル / 釘宮理恵 / 真堂圭
瑞穂のクラスメイト。オカルトや占いに関する造詣が深く、意味深なことを無表情で言う。また他人を驚かせることに無駄に一所懸命になったりする。演劇部所属で、新入生のときから部長を務める鬼部長である。一般生徒の間での人気も高く、ファンクラブもある。奏を文化祭の劇で主役に抜擢し、奏からは尊敬されている。美智子とはいわゆる百合の関係で、彼女の方が基本的に「ネコ」である。
同じキャラメルBOXのゲーム『終末少女幻想アリスマチック』にも、原画家が異なるものの容姿が似た同姓同名のキャラクターが登場する（声優は理多）。使う魔術もほぼ同じ（『やるきばこ』収録の『卒業旅行に行きましょう!』より）。
高根 美智子（たかね みちこ）
声：神村ひな / 福井裕佳梨 / 野川さくら
瑞穂のクラスメイト。教室の出入り口に一番近い席に座る関係上、クラスの受付嬢（来客係）であり、クラスメイトの交友関係はすべて把握している。見かけによらず策略家である。圭とは百合の関係で、彼女の方が基本的に「タチ」である。圭のこととなると嫉妬深い一面を見せる。滅多なことでは動じないが、一子と遭遇したときには立ったまま気絶した。
菅原 君枝（すがわら きみえ）
声：草柳順子 / 日笠山亜美 / 木村まどか
生徒会会計。貴子を慕い補佐する後輩。まりや曰く「貴子の腰巾着やってるデコメガネ」で、貴子のために瑞穂の身辺を洗うが瑞穂の悪い噂を掴むことが出来ない上、彼女と瑞穂との間に起こる幾つかのハプニングで瑞穂への気持ちに変化が現れる。また、彼女が起こした幾つかの行動が結果的に貴子と瑞穂との間を急速に縮めることになる。おまけシナリオでは、貴子への崇拝と瑞穂への憧憬との間で揺れ動く心情とその結果の意外な行動が描かれている。貴子シナリオにて相当な美少女であることが判明する。
貴子シナリオの後日談を描いた『櫻の園のエトワール』では『かぐやの君』という二つ名で呼ばれる生徒会長兼『第73代エルダー・シスター』となっている。『やるきばこ2』収録の貴子シナリオにおいても、君枝がエルダーになっていると言及されている。
長谷川 詩織（はせがわ しおり）
声：佐本二厘 / 柚木涼香 / 登場せず
緋紗子の学生時代の後輩。音楽特待生でピアノが得意。無愛想で友人も少なかったが、緋紗子とは仲が良く、いわゆる百合関係であった。
美倉 サヱ（みくら さゑ）
声：あおいひとみ / 同左 / 堀越真己
学院長を務める老シスターで、男性である瑞穂の編入を許可した。瑞穂の母親や緋紗子はかつての教え子であり、瑞穂達を温かく見守る。『2人のエルダー』では入院中のため登場しないが、学院長として千早の編入を許可している。
門倉 葉子（かどくら ようこ）
声：松永雪希 / 同左 / 未公表
クールな性格の生徒会副会長。学年は君枝と同じ。立ちグラフィックは一般生徒（モブキャラクター）用のものを使い回しているが、それらとは別人物なので注意が必要である。アニメ版にも彼女らしき生徒会役員が登場している。貴子シナリオでは順当に行けば次年度の生徒会長となるところを「自分は黒幕でいたい」として君枝を会長職に推し、自らは副会長に留まる。『櫻の園のエトワール』でも、もう一年副会長を務めており、『帝の君』の二つ名がある。
烏橘 可奈子（うきつ かなこ）
声：木村あやか / 同左 / 未公表
間延びした口調が特徴の生徒会書記。葉子と同じくグラフィックは一般生徒用と同じものだが、PS2版では大幅にデザインが変更されている。アニメ版にも彼女らしき生徒会役員が登場している。辛辣なことを言う葉子と、それを天然ボケで受け流す可奈子は良いコンビだと貴子や瑞穂も認めている。奏や由佳里と同学年であり、『櫻の園のエトワール』では2年C組の有名人トリオであった。葉子と同じく2年連続で書記を務めたのち、最終年度は副会長となり、陸上部長を兼任する生徒会長の由佳里を補佐する。
『櫻の園のエトワール』および『2人のエルダー』に登場する鳥橘 沙世子は彼女の妹にあたる。
香原 茅乃（こうはら かやの）
声：一色ヒカル / 同左 / 登場せず
華道部部長。まりやや華道の講師の資格を持つ紫苑とは面識がある。グラフィックは一般生徒用のものと同じ。
鏑木（宮小路） 幸穂（かぶらぎ（みやのこうじ） さちほ）
声：神村ひな / 同左 / 台詞なし
瑞穂の母親で、瑞穂が幼い頃に病死している。学院のOGで、卒業と同時に結婚が決まっていた。また、22年前のエルダー・シスターを務めていており、学院時代に一子とは浅からぬ縁がある。一子によると瑞穂とそっくりの容姿をしていたそうで、ゲーム中でも彼女は瑞穂のCGが流用されている。瑞穂が男性らしからぬ長髪なのは幸穂が亡くなる間際に「この子の髪を切らないで下さい」と遺言したためである。
鏑木 慶行（かぶらぎ よしゆき）
声：未公表（やるきばこ2の登場ではボイスなし） / ボイスなし / 登場せず
瑞穂の父親で、現鏑木グループ当主である。鏑木家は元公爵で、紫苑シナリオで大きな意味をもつことになる。本編では台詞のみ。『やるきばこ2』収録のおまけシナリオでビジュアルが登場したが、年齢の割にかなりの若作り。豪放かつおちゃらけた性格だが、事業家としては実利主義。質素倹約を旨としており、その影響で瑞穂には御曹司らしからぬ庶民的な金銭感覚（まりや曰く「貧乏性」）が身に付いている。
鏑木 光久（かぶらぎ みつひさ）
声：名前のみ登場、台詞なし
瑞穂の祖父で、この人物の遺言を基点に物語が始まる。遺言では、孫の瑞穂を女学院に編入、寮内での個室位置指定、家具の変更を認めないなどの要望を残している。
久石（ひさいし）
声：未公表 / ボイスなし / 永野善一
瑞穂の亡き祖父・光久の顧問弁護士。女学院への編入というとんでもない遺言を瑞穂に伝えた。端役だが、本編では瑞穂以外では唯一名前（名字）とビジュアルが揃っている男性キャラクターである。
厳島 壮一郎（いつくしま そういちろう）
貴子の父親であり、貴子の祖父から譲り受けた厳島グループをここ10年ほどで鏑木グループに匹敵する企業グループに急成長させた凄腕の経営者である。愛人を渡り歩き、家庭を顧みない人物であり、貴子からは嫌われている。名前のみ登場。
紀香（のりか）
美和（みわ）
声：未公表 / ボイスなし / 登場せず
やるきのない陸上部員。まりやの助言で2人とも退部したが、まりやに無理矢理辞めさせられたという噂があり、これが『桜の園のエトワール』での部長禅譲事件（陸上部事変）の遠因となった。
立川 イサコ（たちかわ イサコ）
声：名前のみ登場、台詞なし
緋紗子が生徒の頃には既に教鞭をとっていた教師で、人使いが荒い。『おとボク』『2人のエルダー』ともに名前のみ登場。

### おまけシナリオ・ドラマCD
織倉 楓（おりくら かえで）
声：海原エレナ（おまけシナリオ） / 小林沙苗（アニメ版ドラマCD）
鏑木家の家政婦長で、慶行の筆頭秘書。幼いころに母親を亡くした瑞穂にとっての母親代わりでもある。年齢不詳であるが、『やるきばこ2』の紫苑シナリオ（本編の2年後）の時点でぎりぎり20代である。メイドとしての技量は完璧だが、瑞穂によると稀に大失敗をやらかしてしまう。紫苑とは似た者同士で意気投合する。奏と同じ孤児院の出身で、約15年前から一緒に暮らしている。『2人のエルダー』の時間軸にあたる六月に慶行と結婚・挙式予定。
PS2/PSP版および『やるきばこ』『やるきばこ2』収録のおまけシナリオ、アニメ版ドラマCDシーズン02に登場。本編には未登場だが、「楓さん」という人物の存在が瑞穂の台詞により明かされていた。
桜井 夏央（さくらい なお）
声：榊原ゆい（ゲーム版ドラマCD）
陸上部所属で、まりやの後輩。『秋桜（コスモス）の君』の二つ名を持つ。まりやに「特別な感情」を抱いている。
藤本 椿（ふじもと つばき）
声：日野由利加（アニメ版ドラマCD）
瑞穂たちが別荘を訪れた際に出会った自称魔法使いの中年女性。実際は著名な料理研究家であり、別荘滞在中、料理が不得意な瑞穂は彼女に料理を習いはじめる。アニメ版ドラマCDシーズン02に登場。
松下 桃子（まつした ももこ）
声：北都南（おまけシナリオ）
身長：145cm。
瑞穂と同い年で、翔陽大学の1年先輩（瑞穂が1年浪人しているシナリオ設定のため）。学生会副会長。関西弁を喋る元気娘だが、幼い外見を気にしている。学生会長の黒澤 隼人（くろさわ はやと）とは良きケンカ友達だったが、変化が生じ始める。『やるきばこ2』収録の紫苑シナリオに登場。

## 『櫻の園のエトワール』
『処女はお姉さまに恋してる』からは、周防院 奏、上岡 由佳里、菅原 君枝、門倉 葉子、烏橘 可奈子、宮小路 瑞穂、十条 紫苑、厳島 貴子が登場し、サブキャラクターだった君枝、葉子、可奈子へも焦点があてられている。本作の七々原 薫子、皆瀬 初音、真行寺 茉清、ケイリ・グランセリウス、烏橘 沙世子は『2人のエルダー』にも登場する。『処女はお姉さまに恋してる』『2人のエルダー』にも登場する人物についてはそれぞれの節を参照のこと。その他の主要登場人物は以下の通り。なお、声優は非公表となっている。
鷲尾 緑（わしお みどり）
声：未公表
君枝と同学年で奏が2年生の時の演劇部部長。ゲームには未登場であるが、緑という人物が部長に就任したことが美智子と圭の説明で明かされていた。
魚住 響姫（うおずみ ひびき）
声：未公表
奏と同学年で放送委員長。放送委員会の院内放送金曜（クラシック音楽）を担当し、透き通った優しい声で『セイレーンの君』の二つ名がある。1年生の時の学院祭で奏の演技を見て、特に声の表現力に憧憬を覚え、放送委員会に入っている。第74代エルダー選挙のファイナリストであるが、彼女の憧憬の対象である奏に得票を譲った。

## 『2人のエルダー』

### メインキャラクター
声は、PC版  /  PSP版 / OVA版の順で記述。
妃宮 千早（きさきのみや ちはや）
声：菜ノ花さくら / 高梁碧 / 嶋村侑
誕生日：3月12日、血液型：AB型、身長：168cm。3年C組所属。
今作の主人公。本名は御門千早（みかど ちはや）。前作の主人公である瑞穂と同様に男性であるが、素直な瑞穂と違い怜悧な雰囲気を纏い冷淡家で皮肉屋、また繊細な面がある（OVA版では、泣き虫的な一面もある）。しかし、根は真面目なしっかり者で周囲に対して細やかな気配りができ（薫子いわく気配りマニア）頭の回転も速く飾りに囚われずに人をみる鋭い洞察力をもつ。また、性格的にシビアな面があるが寮生への接し方や過去のエピソードから本質的には繊細で優しい人間であることがうかがえる。双子の姉である千歳と幼いころに死別し、それに伴う複雑な家庭環境から父と不仲となる。それが高じて男性不信になり、人間不信にもなる。女性のような容姿に加えクラストップの優秀な学力や、様々な勉強をしていた為に周囲と共通の話題が無いこと、前述の家庭環境の影響による冷めた言動が人を見下しているように取られてしまうなど、様々な要因からそれまで登校していた男子校（OVA版では、共学校）で嫌がらせを受け不登校となってしまう。そして、それを見かねた母から聖應女学院に女装して編入する様、命令されてしまう（不登校になり母を傷つけたという罪悪感、母が心を病んでいることから本人も逆らえなかった）。本名は御門 千早であるが、学院では母方の姓を名乗っている。
母方の祖母が北欧の生まれで、綺麗な銀色の髪、紫色の眼を持つ。とある理由のために幼い頃から料理を嗜んでおり、家庭料理から菓子まで幅広く作ることができ、思い出のある得意料理はオムライスである。また、料理にとどまらず家庭的な技能全般にかなり長けている。代々外交官の家系であることから危険な事態にも対処できるようボディガードのための護身術を習得しており、その実力はそれなりに強い相手を複数相手取れるほどである。完璧に『お嬢さま』を演じており、また瑞穂と同様文武両道で様々な分野に心得がある。史の友人に対する何気ない一言やその容姿からファンクラブができるなど次第に注目を集めていき、GA文庫版では『白銀（ぎん）の姫君』の二つ名を贈られている。Amazon.co.jpの『ベストオブ美少女キャラ2010』では2位に選ばれた。皮肉なことではあるが、男性から見た『完璧なお嬢様』を演じていたことも香織理に正体を見破られる一因となった。
前作ヒロインのまりやは御門本家、千早は分家の生まれという従姉弟の間柄で、瑞穂とは血縁ではないが親類に当たる。瑞穂とはあまり会ったことはないが、近い年代で優秀な瑞穂と比べられることが多かったことや、会った時の瑞穂のおどおどした態度などのために彼に良い印象は持っていなかった。しかし、瑞穂が第72代エルダー・シスターであった事や、数々の逸話を聞いている内に当時の思い出とのギャップが大きくなり、複雑な思いを抱くことになる。入学当初は正体を隠すためにあまり人とは関わらないようにと考えていたが、エルダーという立場から嫌でも周囲に注目を浴び、様々な問題に巻き込まれてしまう。しかし、偽りが含まれた上での関係とはいえ多くの学生と友情を育み一緒にいてくれる人、支えてくれる人がいることに喜びを感じ、それに伴い学院での生活に感謝するようになる。
七々原 薫子（ななはら かおるこ）
声：波奈束風景 / 中島沙樹 / 喜多村英梨
誕生日：4月19日、血液型：O型、身長：172cm。1年B組→2年D組→3年C組所属。
本作のもう一人の主人公、貴子シナリオの後日談である『櫻の園のエトワール』の主人公の一人。新入生として聖應女学院に編入。小さな頃に母親を亡くし、それ以来父親に男手一つで育てられたため、かなりガサツな性格である。身長は170センチ以上あり、剣道三段の腕前。困っている人を放っておけない正義感の強い性格で、何事にも真正面からぶつかっていくまっすぐな人柄のため周囲にも好かれている。千早とは正反対の部分も多いが、だからこそ互いに良い影響を与え合う関係でもある。家は消費者金融を営んでおり、中学時代のクラスメイトが会社から金を借りて破産、それを学校で暴露された為に孤立していた。ちなみに、その際は「借りる方も悪い」と父の仕事に一定の理解が有ったが、順一の過去を知って以来父親から距離を置くようになった。
寮では奏と姉妹になるが、一般生徒からは背丈や態度等の関係で逆転姉妹と呼ばれる。それが元で一部の生徒に嫉妬され、フェンシング部エースの一条和枝とフェンシングで決闘をすることとなるが、瑞穂の指導もあって勝利を収め『騎士（ナイト）の君』の二つ名を頂く。この時の縁で、入部こそしていないもののフェンシング部に顔を出すようになった。
初対面の美人に見惚れてしまうという妙な癖があり、入寮直後の千早の笑顔を見て赤面していた。昨年半ばに入寮してきた香織理にも、同様に見惚れていたようである。
寮の自室にある本棚は漫画しか入っておらず、勉強嫌いで基礎が出来ていないために成績は悪いが薫子に勉強を教えた千早は成績が悪いのはあくまで勉強していないせいで本質的には頭はいいのでないかと評価している。また、朝に弱く、自分で早起きすることは大の苦手であり、奏が卒業するまでは彼女に起こしてもらっていた。一方、体育の時間に千早と互角の勝負をするほどに身体能力は優れている。
奏との2年間の生活で、徐々に女らしさと自分らしさを獲得しており、3年生になる頃にはエルダー候補まで登りつめた。しかし、本人は女らしい態度は似合わないと思い込んでおり、千早に「女らしさ」を教えてくれるようにお願いすることになる。PC・PSPの薫子ルートでは自分の千早への想いに戸惑ったり、意外に甘えん坊な部分など可愛らしい姿をみせることも。
OVA版では、千早が男であると見破った香織理の話を偶然聞いてしまう。千早が騙していたことを許せず、フェンシングで決闘を申し込むが、香織理の仲裁により和解する。
度會 史（わたらい ふみ）
声：大花どん / 浅井清己 / 原紗友里
誕生日：7月20日、血液型：B型、身長：145cm。2年B組所属。
代々妃宮家に使えていた度會家の少女で、妃宮家が無くなった現在は御門家の侍女として幼いころから仕えている。元々聖應女学院に通っていたが、千早の入寮に合わせて身の回りの世話のために入寮することになった。
本来は御門家（現在は千早とその母の妙子）に使える侍女で、千早至上主義ともいえる忠誠心を示す。仕事に関することになると非常に頑固で押しが強くなり、寮内でも給仕役となることを強引に認めさせてしまう。不機嫌になると無言になり、千早でも機嫌を直すことが難しい。そのため、千早は普段から史を不機嫌にしないよう気をつかっている。手っ取り早い機嫌回復方法は、美味しい食事や好物のビスケットサンドアイスを与えること。
主人である千早が侍女を必要としないほど何でも出来る人物である為か、千早に追いつくべく努力している。千早の料理の腕が自分よりも上と認めざるを得ない場面もあるものの、レシピを再現しようと努力を重ねることも。
感情を表に出すことが少なく、あまり友人と呼べる人物はいない。感情を表に出さずに常に敬語で話すことから、昨年のクラスメイトからはちょっと変わった人物だと思われていた。学業は非常に優秀でテストでは常に学年5位以内に名を連ねている。
千早の実家である御門家の警備カメラなどの点検は史の仕事となっており、機械に詳しい。個別ルートではパソコンに詳しい様子が窺える。インターネットを通じた友人もおり、本編ではネットを通じてフォックスハンティングの道具を借り受けている。
GA文庫版によると、度會の家は上級階級に仕えることを仕事とする一族だったが、社会制度が変わるに合わせて企業化する必要性に迫られ、現在では人に仕えることを全て仕事にする会社になったとのこと。一般的なそれとは違うものの、史も社長令嬢ということになる。
ケイリ・グランセリウス
声：生駒あるひ / 水橋かおり / 高本めぐみ
誕生日：8月15日、血液型：A型、身長：171cm。1年A組→2年C組所属。
自称「夜に在り、数多星々を司る星の王女（星の王女）」。父親がアジア人、母親は北欧人で、祖父の代から東欧の国に亡命している。僅かに褐色がかった肌にブルネットの髪、エメラルドグリーンの瞳を持つ。
日本とイギリスを往復する生活をしているが家庭教師について勉強したのみなので、聖應が初めての集団生活となる。外国人であることに加え、集団生活の習慣がないため各所で軋轢を起こす。本人は聖應女学院において規格外であると自覚しているが、むしろそれを楽しんでいるような様子を見せる。一年生の時はミステリアスな雰囲気の女性というキャラクターを「演じて」いると薫子に話し、二年生になってからは男言葉を改めて女性らしいキャラクターを目指すと告げたことで、薫子を呆れさせた。薫子と仲が良く、よく寮に泊めてもらう事がある。
霊感・直感が優れている。占星術を得意とし、ホロスコープも自作できる。今年から水泳部に所属しているが、これは占星術の結果から決めている。不意に現れては人助けをしているが、本人曰く有償（金銭ではない）で手助けしている。
冷泉 淡雪（れいぜい あわゆき）
声：森保しほ / 南條愛乃 / 金元寿子
誕生日：12月12日、血液型：B型、身長：165cm。2年C組所属。
華道部部員で千早の生け花の腕をライバル視している。遠い隔世遺伝で家族の中で唯一金髪なので、同じく隔世遺伝で銀髪という千早には有る程度のシンパシーはあるらしい。感情表現が豊かで、自分の悪いところを素直に認められる潔い性格。読書が好きで、英語の原文で書かれた小説なども読む。試験期間中でも付け焼刃の勉強はせず、図書室で本を読んでいた。
実家はとある華道の家柄で、雅楽乃の家と同門である。雅楽乃とは親友と言える間柄で、「うたちゃん」「ゆきちゃん」と呼び合う。しかし、雅楽乃が学内の人気者であるために、人目の有るところでは遠慮して「御前」と呼んでいる。
金の髪と碧の目という自らの容姿にコンプレックスが有り、華道一門の中で自らの立ち位置を確たるものにする為に、という理由で母親から華道を教え込まれている。負けず嫌いで気が強く、華道という勝敗の甲乙が付け難いものにも、指標となる上下が知りたいという事で千早との勝負を繰り返す。
千早を本当に嫌っているわけではないものの、生け花の腕などの様々な要素から苦手としており、また憧れである雅楽乃の千早に対する態度などから、下級生としては珍しく千早にはあまり好意的ではない。しかし、雅楽乃には相談できない事を相談するなど信頼している部分がある。
哘 雅楽乃（さそう うたの）
声：榊原ゆい / 同左 / 巽悠衣子
誕生日：9月28日、血液型：A型、身長：158cm。2年A組所属。
華道部部長。土を育むことが好きで、華道部に花を分けてもらうという建前の元、園芸部にもよく顔を出している。一見してお嬢様と分かる物腰の美人で、「御前」と呼ばれ、「2年生の御意見番」、「悩みがあったら御前に相談」と言われているくらいに学友からの相談事等にも応じている。既に次期エルダーとしての呼び声も高く、3年生からも一目置かれている。
実家はとある華道の家柄で、淡雪の家と同門である。実家では特別に厳しく躾けられており、日がな一日華道の事だけを考えるように強制されている。雅楽乃はそんな生活を受け入れており、既に疑問に思う事がない。しかし内面では自由な振る舞いを求めており、自分を特別視せずに甘えさせてくれる千早になつく事になり、「学院で唯一甘やかしてくれるお姉さま」とまで言うほどになる。また、それ以降、千早と一緒にいる時には年相応の少女らしい一面を見せるようになり、普段の落ち着いた姿とのギャップが激しい。
華道に関しては厳しく千早と淡雪の勝負には公平な判断を下している。
香織理に負けず劣らずのスタイルの持ち主であるが本人にはあまり自覚がない。
PC版ではヒロインであったが、PSP版では攻略対象外となっている。またGA文庫版では、原作では語られなかった華道の家元試験に関する顛末が語られている。
神近 香織理（かみちか かおり）
声：青山ゆかり / 友永朱音 / 竹達彩奈
誕生日：8月24日、血液型：AB型、身長：166cm。3年D組所属。
寮生の一人で、本作が始まる前年の二学期から入寮している。彼女の妹になった陽向からは『奇跡のプロポーション』と評されるほどスタイルが良い。スタイル維持の秘訣は寝る前の美容体操だが、胸の大きさには関係がないらしい。寝間着姿は夏冬問わず裸ワイシャツである。
同年代と比べて精神的に大人であるが、親しい友人をからかって遊ぶ悪癖があり、自分から際どい立ち位置に近付くのを好むところがある。『挙体芳香』という体臭がクチナシのような香りがする特別な体質。母親の影響を受けて香水を作る趣味がある。
学内での評判がよくないため、寮生以外の生徒達からは距離を開けたような状態で接せられており、自身も周囲に壁のようなものを作っている。過去に薫子とも一悶着あったことが、会話の端々から窺える。百合で、何人かの下級生と逢瀬を重ねている。逢瀬の現場を千早に見られたことをきっかけに、様々な理由から千早が男だと見破った。しかし、千早が聖應に編入することになった事情を知ると、香織理の味方でいることを条件に千早を手助けをする事になる。
PC版ではヒロインであったが、PSP版では攻略対象外となっている（雅楽乃と同様に描写の問題と思われる）。
栢木 優雨（かしわぎ ゆう）
声：誉多衿紫苑 / 清水愛 / 平田真菜
誕生日：11月6日、血液型：O型、身長：142cm。
新入生で初音の妹。病弱だが、両親が「学校生活に触れさせたい」と願って学院に入学させ、入寮することになる。今まで学校に通ったことが無く、少々世間知らずで純粋な性格。直感と記憶力に優れる。PSP版ではヒロインへと昇格した。
千早の容姿が自分の持っている天使画の天使とそっくりだった為、初対面の時に千早を「天使さま」と呼んだ。自分の意見を尊重してくれる千早に懐き、母娘のような関係と評される。しかし、姉を選ぶときに「初音の方がいい」と初音を姉に選び、千早を落ち込ませる場面も。初音や千早との交流を重ねるうちに生きる希望を見出し、夏季休暇の時に病院でリハビリを受け、少しずつ元気になっていく。雅楽乃との会話が切っ掛けで、後に園芸部に所属する。絵画に特別な才能を持っており、優雨の描いた簡単な静物画を見て千早は舌を巻いた。
皆瀬 初音（みなせ はつね）
声：小倉結衣 / 同左 / 華山梨彩
誕生日：5月4日、血液型：AB型、身長：158cm。 1年E組→2年次不明→3年A組所属。
『櫻の園のエトワール』の主人公の一人で、『2人のエルダー』ではPSP版にてヒロインへと昇格した。幼等部からの生粋の聖應女学院生徒で、父親のニューヨーク転勤により家族は海外に移るが、初音が日本に残りたいと希望し母親が聖應のOGだったこともあって女子寮に入る。寮では由佳里の妹で、由佳里にあこがれ陸上部に入部する。由佳里の初音への親密な指導に端を発した部長禅譲事件（陸上部事変）が、翌年の由佳里の生徒会長就任の呼び水となった。その際、彼女自身は書記として生徒会に入っている。当初はかなりの気弱で、薫子の言動にもおどおどとしていたほどであったが、由佳里の影響もあってか、次第に精神的に強くなっていった。
お母さんっ子で、それをネタにされて薫子や香織理にからかわれる事がある。毎年の冬休みには英語が話せないのに海外に居る両親に会いに行っている。夜に非常に弱く、中学時では夜8時を過ぎると眠気が差していた。現在は夜11時まで起きていられると自称しているが、実際は寝オチしている。
『2人のエルダー』では、由佳里の後を継いで生徒会長になっている。謙虚な性格でお飾りの生徒会長を自称するが、歴代生徒会長の中でも人望の厚さは随一と言われており、エルダー有力候補の1人である。人当たりの柔らかい温和な性格でポジティブな思考展開をするが、他人を気遣う余りに自分の事を蔑ろにしたり、意気込んで空回りすることもある。威厳が無いことを気にしており、優雨にそのことを指摘されて涙目になっている。過去に薫子と香織理の前で啖呵を切ったことがあるらしく、物事をこれと決めたときの芯の強さを二人に認められている。
選択授業では千早と共に勉強できるが、合同授業では寮生の中で一人だけ仲間はずれになってしまう事を残念がっている。たぬき顔でお母さんっぽい容姿と性格なのを気にしており、格好良い女性に憧れているらしいことが、文化祭の時に語られている。

### サブキャラクター（聖應女学院）
宮藤 陽向（くどう ひなた）
声：倉田まりや / 同左 / 又吉愛
新入生で、寮では香織理の妹となる。母親が玉の輿に乗った為にお金持ちになった元中流家庭の娘。元々寄宿舎生活に憧れがあり、また母親に3年くらいは新婚気分を味わわせてあげたいとの理由で入寮してきた。親の離婚や不倫など複雑な家庭環境で育った割りに本人はとても元気で明るくノリが良いが、他方では香織里と軽口の応酬が出来る程に知識が広く、頭の回転も悪くない。また、その明るさの陰に一見そうとは見えない形の優しさや思い遣りを忍ばせている事もあるなど、傍目の印象に反して大人びた部分も持っている。鶯餡や昆布茶を選ぶなど、嗜好には渋好みの傾向もある。水泳部と文芸部に所属し、将来は作家志望で、学園祭における生徒会主導の演劇では脚本を書いた。推理にSF、ファンタジーや少女小説から企業小説やライトノベルまで幅広く嗜む乱読家でもあり、時折千早でも理解不能なスラングを口にする事がある。カードゲームやテレビゲームを寮に持ち込んだり、二次創作的な言葉(『腐』など)を口にするなど、若干オタク気味なところがある。
烏橘 沙世子（うきつ さよこ）
声：山田結 / 高野直子
1年はD組、3年ではA組に所属。可奈子の一つ年下の実妹。顔は可奈子にそっくりだが、眼鏡をかけており、目つきは鋭い。ほわんほわんした姉とは対照的にキビキビとした口調で話し、性格も相応。『櫻の園のエトワール』にて、由佳里の生徒会長就任とともに生徒会に加わり、会計を務める。『2人のエルダー』では生徒会副会長となっており、温和な初音と厳しい沙世子で、生徒会のバランスが取られている。初音がエルダーになることを望んでいた為、脇からエルダーの座を掠め取る形になった千早を嫌っている。
真行寺 茉清（しんぎょうじ まきよ）
声：本山美奈 / 黒河奈美 / 山本絵美
薫子が1年生の時からのクラスメイト。中等部時代から「王子さま」と呼ばれる人気者で、エルダー有力候補の一人であるが、近寄りがたい雰囲気があり、友人は少ない。薫子とは入学まもない頃に友誼を結んでおり、聖とはとある出来事をきっかけに親友関係となる。感情にはむらっ気があり、機嫌の悪い時は友人である薫子が話しかけても返事をしなくなってしまう。目が悪い上に乱視があり、彼女の弟が「坂道が平らに見える」というほど度の強い眼鏡をしている。学院に内緒で禁止されている一人暮らしをしているが、家事全般(特に片付け)が苦手。趣味は映画鑑賞で、住まいであるマンションの一室にはレンタル店の棚を一つか二つ丸ごと持って来た様な数の映画が揃っている。
蒔田 聖（まきた きよら）
声：桐戸菜乃 / こやまきみこ / 森優子
3年C組の受付嬢。沢山の弟を持つ長女であり、母親が単身赴任していた関係で家事全般が得意。身長が149cmと低く、子供っぽいことを気にしている。常識派で茉清ですら巻き込んでしまう天然で心優しい人物。無意識にスキンシップをとることがある。茉清とはとある出来事をきっかけに親友関係となる。
石動 塞 （いするぎ さえ）
声：かわしまりの / 瑞沢渓
3年D組所属。同じクラスである神近香織里の数少ない友人の一人。独特の間をもった感情の起伏に乏しい喋り方をする。科学部唯一の部員で部長をしており、専攻は鉱物。放課後は科学室で一人で過ごすことが多く、科学部への来訪者にはガラスの実験器具で作ったサイフォンで自家ブレンドのコーヒーを出す。ケイリシナリオでは特に重要な位置づけのキャラである。
土屋 さくら（つちや さくら）
声：藤乃理香 / 同左
2年F組に所属。生徒会で書記を務める。ゲームでは騒がしく描かれている部分が目立つが、その実いかなる状況でも的確に判断を下せるなど高い実務能力を持ち、次期生徒会長の呼び声も高い。
立花 耶也子（たちばな ややこ）
声：東かりん / 平山縁
1年生ながら生徒会にて会計を担当。さくらからは「ややぴょん」と呼ばれているが「ぴょん」を嫌がっており、その件で良く口論をしている。一方、上級生であるさくらを「つっちー」と呼び、聖應では珍しく敬語を使わない生徒だが、陰湿なものを含まないのでスルーされている。生徒会に入ったのはさくらの推薦によるものだが、その理由は「私がさくらで、貴女がタチバナだから」である。
仁科 衛里（にしな えり）
声：桃井いちご / 大久保藍子 / 明坂聡美
2年B組に所属する、史の友人。前年度も史のクラスメイトで、一学期の始業の日に史と一緒に登校していた千早と挨拶を交わした事が切っ掛けで、学内における千早人気の最初の火元となった。
友坂 花帆（ともさか かほ）
声：湖月紅れ葉 / 稲田佳乃香
2年B組に所属する、衛里の親友。
藤沢 姿子（ふじさわ しなこ）
声：氷室百合 / 長谷川知子
3年生。園芸部部長で、保険委員長。面倒見の良い性格で、頻繁に保健室に通う優雨の事もよく知っており、優雨が園芸部に入部する際には千早とケイリから事情を聞き、優雨の健康状態を見つつ他の部員と平等に扱うと約束した。また、雅楽乃の友人であり、学院の枠に収まりきる器ではないという意味で彼女を「無法者（アウトロー）」と評するなど、その内面に一定の理解を示している。
千倉 こより（ちくら こより）
声：葉村夏緒 / 西口有香
千早や薫子のクラスメートで友人。バレーボール部に所属し、キャプテンを務めている。相澤　星河の先輩で、PSP版では次期キャプテンの事で彼女を推すべきか悩んでいた。
君原 春美（きみはら はるみ）
声：桜川未央 / 小林眞紀 / 永田依子
2年生。NJF金融からの多額の借金を抱える会社社長の令嬢。薫子に憧れていた為、彼女がNJF金融の社長の娘と知り複雑な思いを抱くことになる。
水沢 玲香（みずさわ れいか）
声：沖田みかげ / 小暮英麻 / 佐々梨花
2年F組に所属。香織理のお相手の一人。演劇部の副部長で、前部長である奏の肝煎り。学園祭での生徒会主導の演劇で演技指導をした。さくらとはクラスメイトであり、彼女からは「玲香ちゃん」と呼ばれている。
早瀬 淳（はやせ じゅん）
声：葵時緒 / 登場せず
2年C組に所属。クラスメイトの事が好きになり、その手の噂が多い香織理に恋愛相談を持ちかける。
相澤 星河（あいざわ せいか）
声：登場せず / 大咲茉菜
ケイリや淡雪のクラスメイトでバレー部所属。タロットカードを用いた占いが得意で、彼女の占いを切っ掛けとして学院で占いブームが起こることになる。
相原 恭子（あいはら きょうこ）
千早達のクラスメイトで、出席番号1番だったため始業式前にクラス委員代理に指名された。
可里奈（かりな）
声：未公表 / 同左
3年D組の受付嬢。
見城 幸子（けんじょう さちこ）
声：未公表 / 同左
図書委員会の委員長。
相模 陽子（さがみ ようこ）
声：未公表 / 同左
淡雪のクラスメートで友人。学院には内緒で一人暮らしをしている。まるち文庫版では淡雪と同じくかなりの読書家で気になった本はジャンルに関わらず何でも読む乱読家という設定になっている。
間壁 美紗緒（まかべ みさお）
声：未公表 / 同左
3年生。連続盗難事件の被害者の一人。
三屋 桂花（みつや けいか）
声：名前のみ登場、台詞なし
フェンシング部長。GA文庫版では、学院では珍しくあまりお嬢様らしい言葉遣いをしておらず、千早と薫子のフェンシングの試合に立ち会うなどの描写がある。ゲーム本編では名前のみ登場していた。

### サブキャラクター（その他）
御門 千歳 （みかど ちとせ）
声：菜ノ花さくら / 未公表 / MAKO
千早の双子の姉で、やや天然ながら明るく優しい性格の少女だったが、10歳の時に一卵性双生児に特徴的な先天性の遺伝子疾患で亡くなっている。この事が千早やその家族達のその後に大きな影響を及ぼし、物語の遠因ともなっている。
容姿そのものは千早と瓜二つながら、銀髪碧眼の男性である千早と異なり千歳は黒髪黒瞳の女性であり、実際に一卵性だったのか二卵生だったのか、今となっては千早にも家族にも判らない。
幼い頃から千早の事を気にかけており、その後も長らく共にあった。作中では幽霊として彼らの前にその姿をあらわし、千早のピンチを助けたり助言したりする。
幽霊としての登場はゲーム版のみであり、GA文庫版では過去の回想にのみ登場。
御門 妙子（みかど たえこ）
声：御苑生メイ / 同左 / 斉藤佑圭
千早の実母で、母校の聖應女学院に千早を送り込んだ張本人。明るく派手好きで気さくな性格。優しさや思い遣りも持ち合わせてはいるが、思い込みが強い上に行動力も持ち合わせるため、トラブルメーカーとなることも多い。千早を『超』が付くほど溺愛しているが、千早もそんな母のことを好いている。
千歳が他界してからは彼女の存在そのものを記憶の奥底へ閉じ込めて忘れてしまい、それに関わる部分に触れると錯乱してしまうなど、精神的に病んでいる。千早と千歳を同一視しており（つまり、千早の中に千歳を映しだしており、千早を千早自身としてみていない）、千早に対して女性的な教育を施してきた。そのことが幼かった千早の心の傷となっていたことがGA文庫小説版二人のエルダーで語られている。夫の邦英は心の病を認めておらず、強迫観念にとりつかれるなど精神的に不安定なまま治療を受けずに過ごしてきた。千早はそんな母を守ろうとするが結局心の病自体をどうすることもできないことにずっと苦しんできた。千早がどれだけ力を尽くしても母の現状を変えられないことは自身に対する失望や無力感となり、それが千早の冷めた態度や言動へと形を変えていくこととなる。
御門 邦秀（みかど くにひで）
声：名前のみ登場、台詞なし
千早の実父で、公造の弟。やや神経質な雰囲気の人物で千早とは不仲な状態にある。妻の妙子の生家である妃宮家は元公爵という家柄であったが、もはや爵位などは無用の長物であるという妙子の父・妃宮修一郞の言葉に従って婿入りはせず、結果として妃宮の名前は途切れる事となった。ただし妃宮家は維新以降代々外交官の職にあり、邦秀にもその道を選んで欲しいとの修一郎の言葉を受けて外交官になった。仕事が忙しい事などから家にはあまり寄りつかないが、それはほとんど建前のようなもので実際は亡くなった千歳や心を病んだ妙子から逃げるためである（GA文庫版では千歳が亡くなってから8年間は、全く家に戻ってこなかったこと、また、PC,PSP版になかった父と千早の対話が書かれている）。家の体面を気にし妙子を精神科医にみせることを拒否したうえ、家族から逃げたことが千早が人間不信となる一因となった。
御門 公造（みかど こうぞう）
声：三原椎名 / 石本篤
千早の叔父で、まりやの父親。千早の父子関係を気にかけている。公造が清花と結婚したため千早の「御門家」と瑞穂の「鏑木家」が親類関係となった。作中では電話口に短いセリフでのみ登場し、ビジュアルはない。
御門 清花（みかど さやか）
声：名前のみ登場、台詞なし
鏑木慶行の妹で、まりやの母親。創立者一族で、当然聖應OGである。
龍造寺 順一（りゅうぞうじ じゅんいち）
声：ワンモアチャンス / 近藤孝行
薫子のボディーガードで、ゲーム本編では千早の女装を一目で見破った。格闘能力は低くないが、千早よりは劣る。薫子の父・玄蔵の会社からの借金を返済出来なかった末に無理心中を計った家庭の唯一の生き残りで、養育費を見る代わりに薫子のボディーガードをする様に言われた。薫子がクラスメイト達の中傷に耐え続ける姿や玄蔵の仕事振りを見ている内に「借りた金を返せなかった親が悪い」と納得し、実の兄のように慕ってくれる薫子を肉親のように大切にするなど、そういう意味では感謝しているようである。千早の事は薫子を安心して託せる男として信頼している。
七々原 玄蔵（ななはら げんぞう）
声：都夢繰豆 / 勝沼紀義
薫子の父親で、大手金融会社・「NJF金融」の代表取締役社長。世間では守銭奴などと悪態を吐かれており、恨まれる事も多々ある事を承知の上で、仕事に関してはあくまでお互い了承の上での契約であるとして非情に徹している。しかし根は情に厚い男で、借金苦から無理心中を計った家庭の生き残りである順一に対して「罪滅ぼし」も兼ねて条件付きで養育費を見ており、彼とは和解している。
亡き妻・靜香（しずか）のようにおしとやかになってもらおうと薫子を聖應女学院に編入させた。薫子シナリオでは順一から聞いた千早の事を、薫子を託せる「漢」として相応しいかちょっとした「試験」をした。薫子からは、父は好きだが父の仕事は嫌いと言われており、尊敬されているものの苦手意識を持たれている。格闘術においては、千早と互角に渡り合えるほどの実力をもつ。小説版二人のエルダーでは千早の技に興味があるという口実で（実際には娘の恋人を一発殴りたかったから）千早と一勝負した。
七々原 靜香（ななはら しずか）
声：名前のみ登場、台詞なし
薫子の実母。薫子が生まれてすぐに亡くなっている。PSP版の薫子シナリオでは、玄蔵とのなれそめや死の原因について語られている。
信也（しんや）
声：未公表 / 同左
順一の弟分で、七々原家のボディーガード。
度會 まさ路（わたらい まさじ）
声：未公表 / 同左
度會家本家の女家長。史の曾祖母で、史からは「大婆様」と呼ばれており、千早と妙子に仕えている史に「滅私の心で奉公せよ」と言い付けている。妃宮家の御意見番でもあり、千早の少年時代の教育係も務めていた。御門妙子が幼少の頃から妃宮家に仕えていた事もあって彼女が頭が上がらない希少な存在でもあり、千早たちが妙子の言動をどうしても止めたい時にはまさ路に頼る事がある。
蓮見 克也（はすみ かつや）
声：夏村伊助 / 中村圭佑
香織理の後見人。実父ではあるが認知はしていない。高名な書道家で、別途家族がいる。
神近 籐子（かみちか　とうこ）
声：未公表 / 同左
香織理の実母。故人。花街の芸者。

## 『3つのきら星』
結城 密（ゆうき ひそか）
声：紫鳩羽
『三つのきら星』の主人公。
母子家庭に生まれ育ち、母の友である風早幸敬を通じ、その部下である結城大輔の養子となった経緯を持つ。文武両道である反面滅私といえるほどの甲斐甲斐しさ故幸敬たちを心配させることもある。
風早 織女（かざはや おりひめ）
声：花園めい
幸敬の一人娘にして尽星グループの次期後継者。やや高飛車なところがある。その一方、宿命というものをよく思っていない。
正樹 美玲衣（まさき みれい）
声：小鳥居夕花
織女のライバル。学業においては常に次席だったため、織女だけでなく後から編入してきた密にもライバル心を向けている。
父親は個人投資家だが、その在り方をよく思っておらず、本人は堅実な生活を考えている。
茨 鏡子（いばら きょうこ）
声：くすはらゆい
密が編入する1年前から学園に潜入している少女であり、昨年度は奉仕会に会計として参加していた。密に対してはあえて冷たくしているが、マイペースぶりに翻弄され、時には姉のようにふるまう場合もある。
仲邑 茉理（なかむら まつり）
声：卯衣
「ヴィオラの君」の異名を持つ2年生。もともとバイオリニストとして期待されていたが、局所性ジストニアのため、休養もかねて1年次から音楽科のない聖セラールに編入した経緯を持つ。
伊澄 花（いすみ はな）
声：よもぎすふれ
密の寮生活を支援している少女。実家は田舎の中小企業であり、卒業生である母親の勧めにより1年生の時に編入した。
迫水 すみれ（さこみず すみれ）
声：白月かなめ
キミリア寮の監督生。亡き両親とともに会社を共同で経営していた人物が後見人となり、姉妹そろって寮生活となった経緯を持つ。
迫水 あやめ（さこみず あやめ）
声：逢真井もこ
すみれの双子の妹。姉に溺愛されているがゆえに幼いところがある。
畑中 美海（はたなか みみ）　
声：柚原みう
キミリア寮の住人の一人で、昨年は生徒会長を務めていた。一方で、家族とは折り合いが悪く、親からくすねた金で資産運用をして自立のめどを立てている一方、盗んだ分はひそかに返している。また、月子の引き取りも考えている。
成神 月子（なるかみ つきこ）　
声：葵ゆり
キミリア寮の住人の一人で、美海の子分。父親の虐待により家を出、奨学金を受け取って寮生活を送っている。
高宮 睦月（たかみや むつき）　
声：雨音遊
学院の教師で、実際は女装している。密の上司であると同時に後方支援も行う。

## 反響
- アダルトゲーム月刊誌『TECH GIAN』が企画した2005年上半期の「俺ゲーグランプリ」キャラクター部門において、宮小路瑞穂が4位、厳島貴子が8位、十条紫苑が11位にランクインした。瑞穂は「女装した主人公（♂）であるにも関わらず、4位という大健闘を見せたぞ！（笑）」と短評された[28]。
- 2007年5月、宮小路瑞穂は第29回アニメグランプリで男性キャラクター部門の11位にランクインした[29]:15。総評では「ジャンプ作品のキャラクターたちが、さすがの強さを発揮するなか、『乙女は〜』の瑞穂のような異色（？）の男キャラも見事ランクインを果たしている。」と言及された[29]:21。
- 『処女はお姉さまに恋してる』に衝撃を受けた本田透は、一時期「宮小路瑞穂」を名義として使用していた[30]。
- 2010年、Amazon.co.jpが主催した「ベストオブ美少女キャラ2010」において、妃宮千早が2位にランクインした。この結果を報じたガジェット通信は「“ベストオブ美少女”なのに2位に男性とはどういうこと？」と疑問を投げかけた[31]。